# 1490'erne
Århundreder: 14. århundrede – 15. århundrede – 16. århundrede
Årtier: 1440'erne 1450'erne 1460'erne 1470'erne 1480'erne – 1490'erne – 1500'erne 1510'erne 1520'erne 1530'erne 1540'erne
År: 1490 1491 1492 1493 1494 1495 1496 1497 1498 1499
Begivenheder
Personer